# Ruggiero Maurigi
Ruggiero Maurigi ou Ruggiero Maurigi di Castel Maurigi (4 août 1843, Palerme - 10 décembre 1919, Bagni di Lucca), 5e Marquis de Castel Maurigi et Baron des Chiuse, est un entrepreneur, historien, député et sénateur italien de la gauche historique.

## Biographie

### Famille
Ruggiero Maurigi nait dans une famille noble sicilienne d'origine germanique arrivée dans le royaume de Sicile au XIIIe siècle. Son père Giovanni Maurigi (1823-1881), 4e marquis de Castel Maurigi, baron des Chiuse et baron de la Salina, est un avocat et sénateur qui fut président de la cour d'appel puis de la Cour de cassation de Palerme avant d'être nommé président du conseil de la province de Palerme. Sa mère, Rosalia Staiti, est une noble sicilienne de la famille des barons des Chiuse.

### Vie politique
Ruggiero Maurigi fait des études et obtient un diplôme de jurisprudence. Au début de l'année 1860, âgé de 17 ans, il participe à l'insurrection de Palerme en tant qu'opposant à la monarchie et aux Bourbon-Siciles. Il prend part à l'expédition des Mille en combattant à Reggio de Calabre, sur l'Aspromonte et enfin à la bataille de Mentana en 1862. La même année, il devient aide de camp de Giuseppe Garibaldi.
Il participe à la troisième guerre d'Indépendance italienne et particulièrement à l'invasion du Trentino en 1866. Il y est décoré de la médaille d'argent de la valeur militaire et du grade de colonel d'infanterie pour acte d'héroïsme à Bezzecca. Il fait également partie des soldats du royaume d'Italie lors de la prise de Rome. Après la disparition du Corps des volontaires italiens, il retourne à Palerme où il devient conseiller provincial de 1870 à 1878. 
Il est ensuite élu député de la Gauche historique à 7 reprises : dans la XIIe, la XIIIe, la XIVe et la XVe législature du royaume d'Italie pour le collège électoral de Trapani puis dans la XVIIe législature à Syracuse et enfin dans la XXe et la XXIe législature à Borgo a Mozzano, dans la province de Lucques dont il devient conseiller provincial.
Il est également élu sénateur à vie le 26 janvier 1910, à l'occasion du cinquantenaire de la conquête de la Sicile, ainsi que Vice-président de la Croix-Rouge  en Italie.

## Vie privée
Ruggiero Maurigi épouse Anna Wolkenstein-Trostburg, apparentée à la famille Esterházy, qui lui donne deux fils :
- Giovanni Maurigi, époux de Anna Gisella Bunau Varilla.
- Carlo Maurigi, époux de Esther Bartlett.

## Distinctions
- Commandeur de l'ordre des Saints-Maurice-et-Lazare.
- Grand officier de l'ordre des Saints-Maurice-et-Lazare.
- Commandeur de l'ordre de la Couronne d'Italie.
- Grand officier de l'ordre de la Couronne d'Italie.
- Médaille d'argent de la valeur militaire (Bezzecca, 1866).

## Sources
- (it) Cet article est partiellement ou en totalité issu de l’article de Wikipédia en italien intitulé « Ruggiero Maurigi » (voir la liste des auteurs).
- Notices d'autorité :   - VIAF
  - ISNI
  - Vatican
- Ressources relatives à la vie publique :   - Chambre des députés
  - Portail historique de la Chambre des députés
  - Sénat du royaume d'Italie

- (it) Nomination de Maurigi marchese Ruggiero, Sénat italien, 1910 (lire en ligne), chap. 1424.